# Collecteur d'échappement
Un collecteur d'échappement est l'ensemble des tuyaux métalliques qui relient la sortie de chaque cylindre d'un moteur à explosion à l'échappement que le moteur soit atmosphérique ou suralimenté.
Il a un rôle similaire au collecteur d'admission qui, lui, est responsable de l’entrée des gaz dans le cylindre.

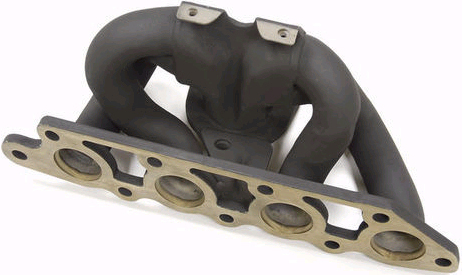
Collecteur d’échappement d'un bloc moteur à 4 cylindres (l’échappement non visible a lieu vers le bas)

## Utilisation
Son utilisation a commencé avec les automobiles multicylindres, puis la moto et ensuite les avions.
Il est présent sur la plupart des moteurs multicylindres, entre autres ceux des ULM. À noter que, pour les moteurs avec cylindres en W, leur conception nécessite l'utilisation de plusieurs collecteurs d'échappement.

## Intérêt
Si le collecteur d’échappement est bien conçu il permet d’améliorer la performance du moteur en permettant au gaz de chaque cylindre de ne pas être gêné par la surpression temporaire créée par chacun des autres cylindres ce qui permet de réduire le bruit des gaz échappement. Lorsque sa conception est optimale on dit qu'il est « accordé » avec le moteur ce qui permet de générer une légère dépression en sortie du collecteur et améliorer le rendement d'ensemble, mais cela ne vaut que pour un certain régime moteur.